# 在タンザニア日本国大使館
在タンザニア日本国大使館（スワヒリ語: Ubalozi wa Japani nchini Tanzania、英語: Embassy of Japan in Tanzania）は、タンザニアの旧首都にして最大都市ダルエスサラームにある日本の大使館。

## 沿革
- 1961年12月、タンガニーカがイギリスから独立し、日本は直ちに独立を承認、両国の間で国交が樹立された[1]
- 1964年4月、タンガニーカがザンジバルと合邦してタンザニアが成立する[2]
- 1966年2月、当時の首都ダルエスサラームに在タンザニア日本国大使館が開設される[1]
- 1974年、タンザニアの首都がダルエスサラームからドドマに移転することが定められたが[3]、日本国大使館は引き続き旧首都のダルエスサラームに留まっている[4]

## 住所

### 所在地
| 日本語 | ダルエスサラーム市アリ・ハッサン・ムウィニ通り1018番地 |
| 英語   | Plot No. 1018, Ali Hassan Mwinyi Road, Dar es Salaam   |

### 私書箱
| 日本語 | ダルエスサラーム郵便局私書箱2577 |
| 英語   | P.O. Box 2577, Dar es Salaam     |